# SPIRES
SPIRES (Stanford Public Information REtrieval System) war eine Literaturdatenbank bzw. Fachdatenbank für Veröffentlichungen und Preprints im Bereich der Physik und Mathematik, speziell in aber der Hochenergiephysik. Sie wurde am Stanford Linear Accelerator Center der Stanford-Universität in Kollaboration mit weiteren Physikinstituten weltweit betrieben.

## Geschichte
Die Webseite der Datenbank war zur Zeit ihrer Entstehung (1991) die erste in den USA und die erste Datenbank überhaupt, auf die über das World Wide Web zugegriffen werden konnte. Sie wurde in Verbindung mit dem ArXiv zu einem der wichtigsten Recherchewerkzeuge für auf dem Gebiet der Hochenergiephysik forschende Wissenschaftler. Im April 2012 wurde SPIRES vollständig durch INSPIRE-HEP ersetzt, das nun die wichtigste Informationsplattform auf dem Gebiet der Hochenergiephysik ist.